# Acqua Pejo
Acqua minerale naturale Pejo, in breve Acqua Pejo, è un'azienda italiana che produce, imbottiglia e distribuisce acqua minerale della Val di Peio con sede produttiva nel comune di Peio in Trentino-Alto Adige.

## Storia
L'azienda è stata fondata nel 1941 a Padova da Ettore Colombo; successivamente, con la costruzione dello stabilimento, viene spostata in Trentino Alto-Adige e dal 1985 è stata rilevata dal gruppo SanPellegrino Spa, facendo poi parte del gruppo Nestlè, società attiva nel settore food & beverage, fino al 2014, quando l'azienda passa al gruppo Sorgenti Italiane srl. 
L'acqua sgorga a 1400 metri ed è distribuita prevalentemente nel settore Horeca e nei supermercati del Nord Italia.
L'acqua Pejo è nota essendo apparsa come pubblicità indiretta in molti film del cinema italiano, prevalentemente in commedie e polizieschi degli anni settanta e ottanta.